# 솜털머리타마린
솜털머리타마린(Saguinus oedipus) 또는 목화머리타마린(또는 오이디푸스타미린)은 타마린의 일종으로, 현재 북서부 콜롬비아 열대우림에서 발견되는 작은 원숭이이다. 머리에 솜털과 같은 털이 나 있는 것이 특징이며, 얼굴털은 없다. 몸길이 17센티미터, 꼬리길이 25센티미터, 그리고 평균 몸무게 432그램으로 작다. 3-9마리끼리 무리를 이루어 살며, 과일, 씨앗, 수액, 개구리, 도마뱀등을 먹는 잡식성 동물이다. 과거에는 코스타리카에서 콜롬비아까지 분포했지만, 생체실험을 위해 대량으로 유출되어 수가 많이 줄었으며, 이제는 삼림벌목으로 인한 서식지 상실이 위협요인으로 부상하고있다. 사육하에서는 약 25년을 살지만, 야생에서는 13-16년을 산다. 천적은 오셀롯, 타이라, 맹금류, 대형뱀이다.